# 印象主義音楽
印象主義音楽（いんしょうしゅぎおんがく）は、20世紀初頭のフランスに興ったクラシック音楽の流派の一つ。ロマン派音楽に見られるような主観的表現を斥け、激しい情緒や物語性の描写よりも、気分や雰囲気の表現に比重を置いた音楽様式である。ドイツ後期ロマン派音楽への反動に始まり、中世西洋音楽・ルネサンス音楽などバロック以前の音楽様式の影響の下、長調と短調をぼかすような音楽語法、非機能的な和声法や完全音程の平行、旋法性、不協和音の多用、簡潔で明快な形式への偏愛などを特徴とする。一般的にはクロード・ドビュッシーにより始まったとされる。

## 特徴
ラヴェルは、ピアノ曲において「印象主義的な」作曲を始めたのは自分であって、ドビュッシーよりも先だったと語っている。しかしながら『水の戯れ』のように、印象主義の典型的な音楽語法を採る作品でも、室内楽と同様に厳格なソナタ形式を用いるなど、新古典主義者としての面目は躍如たるものがあり、より自由な形式を好んだドビュッシーとの違いは明確である。ラヴェルの「印象主義的な」作品としては他に、即興的な筆致をとったピアノ組曲『鏡』の中の数曲（「蛾」、「悲しい鳥たち」、「海原の小舟」、「鏡の谷」）にみられるなど、わずかな数にとどまる。それでも情景の直接的な描写ではなく、雰囲気の示唆にとどまっているという点では、ロマン派音楽への反撥を見て取ることができる。
印象主義の音楽とは、美学的に言うと、例えばドビュッシーの『牧神の午後への前奏曲』に見られるように、感情を表現しようとか物語を語ろうとかするのではなく、気分や雰囲気を喚起しようとするものである。印象主義者はこの実現のために、全音音階を積極的に用いて、夢見心地の、ちょうどクロード・モネの画風に見られるような「気だるい」効果を作品にもたらす。不協和音の全般的な活用や全音音階の利用は、結果的に和声進行が曖昧になる。17世紀以来の調体系も故意に放棄される。
作曲技法的に言うと、印象主義の作曲家は、数々の作曲技法を開発した（複調性、並進行、三全音を含む和声進行、曖昧模糊の形式感、音色の強調）。楽器の音色の利用は、美術の点描技法の理論に通底する。彩色やイメージ、主題の混合は、推移を極力なめらかにして、辿りにくくさせている。

## 同時代芸術との関係
ドビュッシー自身は、印象派の画家たちとは何か違うことをしようとしているのだと言い、同時代のフランス美術よりも、ホイッスラーやロセッティらのイギリス絵画や、ムソルグスキーやリムスキー＝コルサコフのロシア音楽への共感を語り、象徴派と主張した。

### 印象主義の作曲家
- クロード・ドビュッシー（フランス）[1][2]
- モーリス・ラヴェル（フランス）[2]
- シャルル・ケクラン（フランス）[2]
- ジョン・アイアランド（イギリス）
- チャールズ・グリフス（アメリカ合衆国）
- ジャック・イベール（フランス）

### 印象主義的な傾向のある作曲家
印象主義音楽の様式は広い影響力を持っていたため、一時的に影響を受けた者、部分的に影響を受けた者など、「印象主義的な傾向のある作曲家」は多く、「印象主義の作曲家」と「印象主義的な傾向のある作曲家」を厳密に区別することは難しいと言われている。前述したラヴェルの例のように、「印象主義の作曲家」でさえ「印象主義音楽」ばかりを作曲していたわけではない。
- アーノルド・バックス（イギリス）
- グスターヴ・ホルスト（イギリス）
- シリル・スコット（イギリス）
- フレデリック・ディーリアス（イギリス→フランス）
- レイフ・ヴォーン・ウィリアムズ（イギリス）
- オットリーノ・レスピーギ（イタリア）
- ジャコモ・プッチーニ（イタリア）
- ジャン・フランチェスコ・マリピエロ（イタリア）
- フランツ・シュレーカー（オーストリア）
- イサーク・アルベニス（スペイン）
- フェデリコ・モンポウ（スペイン）
- ホアキン・トゥリーナ（スペイン）
- マヌエル・デ・ファリャ（スペイン）
- エドヴァルド・グリーグ（ノルウェー）
- ジャン・シベリウス（フィンランド）
- アルベール・ルーセル（フランス）
- エリック・サティ（フランス）
- デオダ・ド・セヴラック（フランス）
- ポール・デュカス（フランス）
- アンドレ・カプレ（フランス）
- アレクサンドル・スクリャービン（ロシア）
- カロル・シマノフスキ（ポーランド）
- 菅原明朗（日本）
- 深井史郎（日本）
- 三善晃（日本）